# نورد پول
نورد پول (انگلیسی: Nord Pool) بازار بورس برق نروژی است، که در سال ۲۰۰۲ تأسیس شد.